# La Colorada (Veraguas)
La Colorada è un comune (corregimiento) della Repubblica di Panama situato nel distretto di Santiago, provincia di Veraguas. Si estende su una superficie di 65,2 km² e conta una popolazione di 2.128 abitanti (censimento 2010).